# 端木姓
端木姓為中國複姓，此姓相當的古老，自東周時期便有了。據元和姓纂記載，端木一姓的祖宗為孔子弟子端木賜（即子貢），系出於衞國。端木姓分布相當的廣，但後來大多改姓為端姓、木姓、沐姓，故今日已不多見。
据《端木氏家谱》《祖德性谱》载：鬻熊生二子，长子熊丽，次子端木。端木生典，典以父名为姓，名端木典，这是端木得姓之始祖。其后几世断纪。西周末，有端木典后裔端木舒，仍仕于周，随周平王东迁。

## 延伸阅读
[在维基数据编辑]
 《百家姓》
 《欽定古今圖書集成·明倫彙編·氏族典·端木姓部》，出自陈梦雷《古今圖書集成》